# DELASEM
DELASEM, acronimo di Delegazione per l'Assistenza degli Emigranti Ebrei, è stata un'organizzazione di resistenza ebraica che operò in Italia tra il 1939 e il 1947 per la distribuzione di aiuti economici agli ebrei internati o perseguitati, potendosi avvalere anche del supporto di numerosi non ebrei.
Si calcola che nel solo periodo bellico la DELASEM sia stata capace di distribuire aiuti per più di 1.200.000 dollari, di cui quasi 900.000 provenienti dall'estero.

## Il periodo fascista (1939-1943)
La DELASEM nacque il 1º dicembre 1939 come associazione autorizzata dal governo fascista, per iniziativa di Dante Almansi e dall'avvocato genovese ebreo Lelio Vittorio Valobra, rispettivamente presidente e vicepresidente dell'Unione delle comunità israelitiche in Italia. Suo scopo ufficiale era quello di assistere i correligionari stranieri allora profughi e internati in Italia ed agevolare l'emigrazione di almeno una parte di essi. Dietro le quinte dell'operazione c'era Raffaele Cantoni che a Milano prima delle leggi razziali fasciste del 1938 aveva avviato la breve esperienza della COMASEBIT (Commissione per l'assistenza degli ebrei in Italia), chiusa d'autorità dal regime per le note simpatie antifasciste di Cantoni.
Gli ebrei stranieri rifugiatisi in Italia risultavano nella maggior parte privi dei più elementari mezzi di sussistenza. Erano privati del diritto di residenza sul suolo italiano dalle leggi razziali del 1938 e, a partire dal 15 giugno 1940 furono rinchiusi in campi di concentramento creati appositamente, tra i quali quello Ferramonti di Tarsia (Cosenza) fu il principale; altri vennero avviati al confino.
La sede centrale della DELASEM fu stabilita a Genova sotto la direzione di Lelio Vittorio Valobra. A coadiuvarlo furono chiamati Enrico Luzzatto Pardo e Bernardo Grosser, i quali già avevano collaborato a Milano con l'esperienza della COMASEBIT. I finanziamenti giungevano principalmente attraverso Parigi da enti ebraici internazionali, quali l'American Joint Distribution Committee e l'Hebrew Immigrant Aid Service, ma il 30%-40% dei fondi erano raccolti direttamente in Italia dalle comunità o attraverso donazioni da benefattori come Sally Mayer, la famiglia Shapira e altri.
L'organizzazione, che fu legale fino all'8 settembre del 1943, poté contare fin dall'inizio del sostegno e della collaborazione non ufficiale di non ebrei e di alcuni settori importanti della Chiesa cattolica. Dopo l'occupazione di Parigi fu la Svizzera a fare da collegamento fra la DELASEM e le organizzazioni di beneficenza internazionali.
Per attuare le sue finalità la DELASEM si servì di una rete di corrispondenti scelti tra i correligionari internati, dislocati nei campi e nelle località di internamento. Con una circolare del 18 maggio 1942, il Ministero dell'interno fascista richiamò che l'attività di questi corrispondenti fosse limitata esclusivamente "agli scopi assistenziali e al disbrigo delle pratiche di emigrazione", ma tollerò di fatto l'autonomia dell'organizzazione. Per tutto il primo periodo bellico il regime fascista e le autorità militari italiane si attennero alle politiche discriminatorie messe in atto con le leggi razziali, le quali non contemplavano lo sterminio fisico degli ebrei sotto giurisdizione italiana o la loro consegna all'alleato tedesco, favorendo piuttosto soluzioni alternative quali l'emigrazione in paesi neutrali. Nonostante ogni limitazione tra il 1939 e il 1943 la DELASEM poté così assistere oltre 9.000 rifugiati ebrei e di aiutare 5.000 di essi di svariata nazionalità a lasciare l'Italia e raggiungere paesi neutrali, in primo luogo la Spagna, salvando loro la vita.
Speciale attenzione fu riservata all'infanzia. Nel 1942 fu costituita a Firenze la "DELASEM dei Piccoli" con lo scopo specifico di dare assistenza ai bambini internati, offrendo loro libri, assistenza medica, giocattoli e vestiti. Nel campo di Ferramonti di Tarsia l'istituzione di una "Mensa dei Bambini" aiutò significativamente a migliorare le condizioni di vita degli infanti, bambini e ragazzi ivi internati. A Villa Emma a Nonantola il delegato DELASEM Mario Finzi in collaborazione con don Arrigo Beccari e il medico Giuseppe Moreali organizzò un orfanotrofio modello che accolse per circa un anno un gruppo di un centinaio di bambini dalla Germania e dai Balcani.

## La clandestinità durante la RSI (1943-45)
Con l'8 settembre 1943 (armistizio di Cassibile) e l'inizio dell'occupazione tedesca la DELASEM passò alla clandestinità.
Dalla soppressione dei diritti degli ebrei si arrivò al progetto di sterminio sistematico. Definiti dalla Repubblica Sociale Italiana come "stranieri e nemici" nel novembre di quell'anno dal Manifesto di Verona, oltre 6000 ebrei (uomini, donne e bambini) saranno deportati dall'Italia e uccisi nel campo di concentramento di Auschwitz.
Lelio Vittorio Valobra, coadiuvato da Raffaele Cantoni e Massimo Teglio, prese contatti col cardinale Pietro Boetto, che guidava la diocesi di Genova, e costui incaricò il suo segretario don Francesco Repetto affinché l'attività della DELASEM potesse proseguire e fossero forniti aiuti materiali e rifugio agli ebrei perseguitati, sia italiani che stranieri. Ci si attivò nella prospettiva di formare strutture clandestine di coordinamento nelle maggiori città.
Con l'arresto di Enrico Luzzatto Pardo e di diversi delegati locali (tra i quali anche Mario Finzi e Nathan Cassuto) e la fuga forzata in Svizzera di Lelio Vittorio Valobra, Raffaele Cantoni e Bernardo Grosser la componente non ebraica acquistò sempre maggior peso all'interno dell'organizzazione. La DELASEM si frammentò in due tronconi tra loro isolati, con centro rispettivamente a Roma e a Genova.

### La DELASEM di Roma
I regolari contatti di Roma con Genova (e le centrali di finanziamento in Svizzera) si interruppero bruscamente con l'arresto e la fuga in Svizzera di Raffaele Cantoni. L'ufficio in Lungotevere Sanzio 2 dovette essere chiuso ma la DELASEM a Roma continuò ad operare fino alla Liberazione sotto la direzione dei delegati ebrei Settimio Sorani e Giuseppe Levi, e del padre cappuccino Maria Benedetto. Il Convento dei Cappuccini di via Sicilia 159 divenne la sede centrale del comitato e il flusso dei finanziamenti fu ristabilito facendo ricorso alla mediazione degli ambasciatori d'Inghilterra e degli Stati Uniti presso il Vaticano, nonché all'iniziativa di padre Maria Benedetto che per due volte riuscì a recarsi a Genova, ritornando a Roma con grosse somme di denaro. Nei nove mesi dell'occupazione nazista furono così distribuiti aiuti per "circa 25.000.000 di lire" a "oltre 4000 assistiti, di cui 1500 stranieri e 2500 italiani". La DELASEM di Roma provvedeva anche a trovare luoghi di asilo e a distribuire documenti falsi.

### La DELASEM di Genova
Il collegamento e il flusso di denaro tra la Svizzera (dove ora operavano Valobra e Cantoni) e la sede centrale di Genova rimasero invece sempre attivi anche grazie all'assistenza del nunzio apostolico a Berna, mons. Filippo Bernardini.
La collaborazione tra l'ebreo Massimo Teglio e il cardinale Pietro Boetto fece sì che la Curia genovese funzionasse a tutti gli effetti come la centrale per la distribuzione degli aiuti internazionali agli ebrei nell'Italia del Centro-Nord (esclusa Roma) durante tutto il periodo dell'occupazione tedesca. A tenere in piedi l'intera organizzazione fu di fatto, con Massimo Teglio, don Francesco Repetto, segretario del cardinale Boetto.
Quando nel luglio del 1944 don Repetto, ricercato dalla Gestapo, sarà costretto a nascondersi in montagna, don Carlo Salvi ne continuerà l'opera con Massimo Teglio fino alla Liberazione.

#### Collegamenti tra Genova e il resto del Centro-Nord
A fare da corrieri tra Genova e le varie città del Centro-Nord furono ebrei come Raffaele Cantoni (fino al suo espatrio), Mario Finzi (fino al suo arresto e deportazione) e Giorgio Nissim (che continuò ad operare in Toscana per tutto il periodo bellico) e un gruppo di sacerdoti per i quali don Repetto dispose un preciso programma di viaggi per distribuire i finanziamenti ricevuti dalla Svizzera.
- Mons. Giovanni Cicali raggiunse diverse località, tra cui Firenze e Arezzo.
- Don Giovanni De Micheli si recò a Penne, Teramo, Chieti, Ascoli Piceno, Macerata e San Severino Marche.
- Don Alessandro Piazza (che sarà poi Vescovo di Albenga) raggiunse prima Brescia e poi Como.
- Don Gian Maria Rotondi andò a Siena, Grosseto, Lucca e Pescia.
- Don Carlo Salvi si recò a Verona, Rovigo, Belluno, Treviso e Vittorio Veneto.
- Don Natale Traverso andò a Torino ed Assisi.
- Don Raffaele Storace raggiunse prima Asti e poi Aosta, Susa, Casale, Ivrea, Alba e Pinerolo.
- Don Giuseppe Viola visitò le comunità di Mondovì, Cuneo e Fossano.

Di tutti questi viaggi e della consegna dei fondi si ha precisa documentazione con le ricevute di cardinali, vescovi e parroci, rilasciate, come quietanza, delle somme consegnate a nome del card. Boetto.

### L'organizzazione a livello locale
A livello locale la DELASEM, grazie anche ai contatti già consolidati negli anni precedenti, poté contare di una vasta e solidale rete di complicità tra ebrei, membri della Resistenza italiana, sacerdoti, funzionari di polizia, semplici cittadini, persino alcuni membri dell'esercito tedesco, che pur tra innumerevoli difficoltà si adoperarono con molta efficacia a provvedere assistenza per il mantenimento, l'alloggio e in molti casi l'emigrazione clandestina in Svizzera di centinaia e centinaia dei circa 35.000 ebrei italiani e stranieri che sopravvissero alle persecuzioni in Italia.
A gestire la DELASEM nel periodo della clandestinità furono principalmente da parte ebraica:
- Raffaele Cantoni e Lelio Vittorio Valobra dall'esilio svizzero
- Massimo Teglio e il rabbino Riccardo Pacifici a Genova
- Giorgio Nissim a Lucca
- il rabbino Nathan Cassuto e Matilde Cassin a Firenze
- Raffaele Jona in Piemonte
- Mario Finzi a Bologna
- Settimio Sorani e Giuseppe Levi a Roma

Gli arresti e le deportazioni (di cui, fra gli altri, rimasero vittime Riccardo Pacifici, Nathan Cassuto e Mario Finzi) aumentarono il peso e la responsabilità delle componenti non ebraiche che contribuirono in modo determinante nel tenere vivo il flusso degli aiuti.
Tra i non ebrei che entrarono in contatto con la DELASEM o lavorarono per essa troviamo:
- Vescovi come: Pietro Boetto a Genova, Elia Dalla Costa a Firenze, Giuseppe Placido Nicolini ad Assisi, Maurilio Fossati a Torino, Alfredo Ildefonso Schuster a Milano e Antonio Torrini a Lucca;
- Sacerdoti come don Francesco Repetto, don Carlo Salvi a Genova, mons. Vincenzo Barale a Torino, don Leto Casini, padre Cipriano Ricotti don Giulio Facibeni, mons. Giacomo Meneghello e don Enrico Bartoletti a Firenze, don Arturo Paoli a Lucca, don Giuseppe Bicchierai a Milano, don Raimondo Viale e don Francesco Brondello a Borgo San Dalmazzo, don Arrigo Beccari a Nonantola, i padri Aldo Brunacci e Rufino Niccacci ad Assisi, don Federico Vincenti a Perugia, i padri Maria Benedetto, Armando Alessandrini e Francesco Antonioli a Roma, don Piero Folli a Voldomino (Luino);
- Laici come Claudio Lastrina, Angelo de Fiore, Odoardo Focherini, Luigi e Trento Brizi, Gino Bartali, Giuseppe Moreali, Giorgio La Pira, Adone Zoli, il genovese Guglielmo Marconi e tanti altri.

La memoria di molti di essi è onorata a Yad Vashem quale quella di giusti tra le nazioni.
Genova, Roma, Torino, Milano, Assisi, Firenze, Lucca, Borgo San Dalmazzo furono alcuni dei centri in cui la DELASEM riuscì ad operare con maggiore efficacia.

#### Il salvataggio dei ragazzi di Villa Emma
Uno spettacolare esempio della capacità organizzative della DELASEM riguarda il salvataggio dei ragazzi di Villa Emma a Nonantola.
Grazie all'impegno di don Arrigo Beccari e Giuseppe Moreali, all'arrivo dei tedeschi nel settembre 1943, in meno di 36 ore tutti i cento e più ospiti dell'orfanotrofio della DELASEM furono nascosti tra le famiglie della zona e successivamente trasferiti clandestinamente in piccoli gruppi in Svizzera.
Soltanto uno di loro che, ammalato, era stato affidato a un sanatorio fu catturato e perì ad Auschwitz.
Ai ragazzi di Villa Emma la Rai ha dedicato nel 2004 il film-TV La fuga degli innocenti, tratto dal libro I campi del Duce: l'internamento civile nell'Italia fascista (1930-1943), di Carlo Spartaco Capogreco.

## Il dopoguerra (1945-47)
Nuclei della DELASEM si riorganizzarono rapidamente al seguito della Liberazione.
Compito prioritario della DELASEM divenne quello da un lato di riunire le famiglie disperse, specie i bambini nascosti in conventi o presso privati, e dall'altro quello di organizzare l'emigrazione (ancora illegale) dei tanti profughi verso la Palestina, territorio allora sotto mandato britannico.
Emblematico, a questo proposito, il caso della nave Fede, bloccata nel porto de La Spezia nell'aprile 1946 con oltre mille ebrei provenienti dall'Europa dell'Est: ci vollero uno sciopero della fame, le denunce de L'Unità e l'interessamento personale di Alcide De Gasperi per sbloccare la situazione.